# Skopelianos
Skopelianos från Klazomenai, levde i slutet av första och början av andra århundradet e.Kr, var en grekisk filosof, talare och diktare.
Skopelianos kom från Klazomenai i provinsen Asien, från en förmögen ätt som innehade det ärftliga ämbetet överstepräst. Han var en lärjunge till talaren Niketes från Smyrna och han valde också att verka i Smyrna snarare än Klazomenai på grund av stadens kulturella betydelse. På Domitianus och Nervas tid var han mycket framgångsrik och drog till sig lärjungar från hela östra Medelhavet, varav en var Herodes Atticus. Han fick också ta rollen som Smyrnas och provinsen Asiens representant inför kejsaren. Poesi och tragedi var ämnen han hängav sig åt.